# 張紹偉
張紹偉，是日本的作畫監督、原畫，出生於台灣。

## 簡歷
張紹偉畢業於日本工學院動畫科，2012年4月進入日本動畫產業，並於製作《甲鐵城的卡巴內里》時晉升作畫監督。現任職於「株式會社白羅」，擔任作畫監督。2017年5月，升任株式會社白羅代表取締役。

## 參與作品

### 電視動畫
2016年
- 甲鐵城的卡巴內里（作畫監督）

2017年
- 鎖鏈戰記 ～赫克瑟塔斯之光～（作畫監督）
- BORUTO-火影新世代-NARUTO NEXT GENERATIONS（作畫監督）
- 卡片鬥爭!! 先導者G NEXT（作畫監督）

2018年
- 皇帝聖印戰記（作畫監督）
- 卡片鬥爭!! 先導者（2018年版）（作畫監督）
- 極道超女（作畫監督）

### 電子書
- ちまみれマイ・らぶ(人設)